# ژان دوبلی
ژان دوبلی (فرانسوی: Jean Dubly‎; ۹ اوت ۱۸۸۶ – ۲۱ نوامبر ۱۹۵۳) بازیکن فوتبال اهل فرانسه بود.
وی در تیم ملی فوتبال فرانسه بازی کرده‌است.